# Ozarba ochrographa
Ozarba ochrographa is een vlinder van de familie van de uilen (Noctuidae). De wetenschappelijke naam van deze soort is voor het eerst voorgesteld door Hermann Hacker en Aidas Saldaitis in een publicatie uit 2016.
De soort komt voor in Oman.